# Trachycarpus
Trachycarpus é um género botânico pertencente à família Arecaceae.

## Espécies
- Trachycarpus fortunei - palmeira-moinho-de-vento-chinesa
- Trachycarpus martianus

1. ↑  «Trachycarpus — World Flora Online». www.worldfloraonline.org. Consultado em 19 de agosto de 2020